# Рухлядки
Рухлядки (пол. Ruchladko, рос. Рухлядки) — козацько-старшинський, а пізніше дворянський рід.

## Походження
Нащадки Івана Рухлядки, значкового товариша (XVII ст.) та його синів: Йосипа, Погарського городового отамана (1722-1729) та Григорія Рухлядок.

## Опис герба
Щит: в блакитному полі срібна опрокинута підкова супроводжувана зверху золотим кавалерським хрестом і всередині опрокинутою стрілою (Доленга). 
Нашоломник: перевернуте крило, пронизане стрілою навскізь вправо.